# Corona austriaca
La corona (en alemán Krone, plural: Kronen) fue la moneda de Austria (entonces llamada Deutschösterreich, Austria alemana) y Liechtenstein después de la disolución del Imperio austrohúngaro (1918) hasta la introducción del chelín austríaco (1925).

## Monedas
Las monedas, incluidas las de veinte y cien coronas acuñadas en oro, fueron producidas con los mismos metales y diámetros que la amonedación austrohúngara, aunque no circulaban oficialmente.
Para facilitar la introducción de la nueva moneda, se cuñaron monedas de cien, doscientas y mil coronas antes de 1925 con los mismos parámetros que las monedas fraccionarias equivalentes (de uno, dos y diez groschen) que las reemplazaron.
| Denominación | Emisión actual | Material     | Forma    | Borde    |
| ------------ | -------------- | ------------ | -------- | -------- |
| 100 coronas  | 1925           | Bronce       | Circular | Liso     |
| 200 coronas  | 1925           | Bronce       | Circular | Liso     |
| 1000 coronas | 1925           | Cupro-Níquel | Circular | Estriado |

## Billetes
Según el Tratado de Saint-Germain-en-Laye, la recién creada República de Austria tuvo que sobreimprimir el papel moneda que circulaba en su territorio, luego tuvo que sustituir los billetes así marcados por otros nuevos, y finalmente tuvo que introducir una nueva moneda.
Para cumplir el primer paso, los billetes en circulación se sobreimprimieron con la inscripción DEUTSCHÖSTERREICH, y se emitieron nuevos billetes con el mismo texto. Más tarde, todavía emitidos en nombre del OEsterreichisch-Ungarische Bank, se imprimieron los billetes con los clichés de lengua alemana en ambos lados —y aún con la inscripción DEUTSCHÖSTERREICH—. A partir de 1920, apareció en los billetes un sello nuevo que rezaba: «Ausgegeben nach dem 4. Oktober 1920».
En 1922 se introdujo una nueva serie de billetes con un diseño completamente nuevo para cumplir el segundo paso del proceso. La serie contenía billetes por los siguientes valores: una, dos, diez, veinte, cien, mil cinco mil cincuenta mil, cien mil y medio millón de coronas, y más tarde se añadió el billete de diez mil coronas. También se planeó emitir un billete de un millón de coronas, pero este proyecto no prosperó.
En 1925, el tercer paso se llevó a cabo, y se emitió una nueva moneda, el chelín austríaco, que reemplazó a la corona austríaca.